# 基朗
基朗（法語：Quilen，法語發音：[kilɑ̃]）是法国上法蘭西大區加来海峡省的一个市镇，属于蒙特勒伊区。

## 地理
基朗（50°31'46"N, 1°55'40"E）面积4.06 平方千米，位于法国上法蘭西大區加来海峡省，该省份为法国北部沿海省份，西北濒北海，南至索姆省，东临北部省。
与基朗接壤的市镇（或旧市镇、城区）包括：马南冈、比蒙、埃尔利、圣米歇尔苏布瓦。

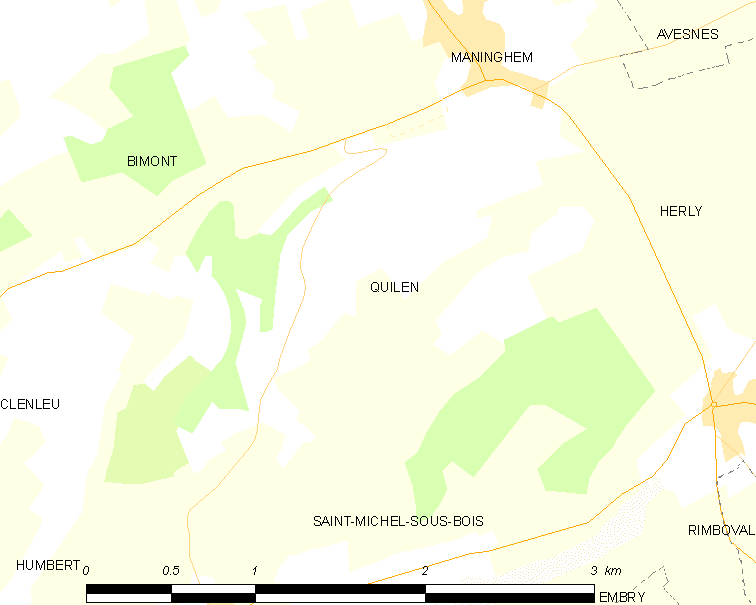
基朗的OSM定位图

基朗的时区为UTC+01:00、UTC+02:00（夏令时）。

## 行政
基朗的邮政编码为62650，INSEE市镇编码为62682。

## 政治
基朗所属的省级选区为兰布尔县。

## 人口

1962-2008年间基朗人口变化图示

基朗于2022年1月1日时的人口数量为65人。